# Кубка, Франтишек
Франтишек Кубка (чеш. František Kubka; 4 марта 1894, Прага — 7 января 1969, там же) — чешский поэт, прозаик и мемуарист, автор исторических романов.

## Биография
Франтишек Кубка родился в Праге в 1894 году. В 1912 году он поступил на философский факультет Пражского университета, но, недоучившись, оказался в действующей армии (1915 год). В Галиции Кубка попал в русский плен, в 1918—1920 годах находился в Харбине в качестве служащего чехословацкой миссии. В 1920 году он вернулся на родину. В 1921 году окончил университет, в последующие годы работал журналистом.
Первой книгой Кубки стал сборник переводов Гая Валерия Катулла, изданный ещё в 1910 году под псевдонимом Гумулюс. До Первой мировой Кубка опубликовал путевой дневник «Отзвуки Шумавы», сборник стихов «Солнцеворот», ряд литературоведческих статей. В 1920-е годы вышли сборники рассказов «Фу», «Двойники и сны», «Рассказы для Иржичка», «Семь остановок», пьеса «Драма святовацлавская». После Второй мировой войны Кубка занялся исторической романистикой, которая принесла ему широкую популярность. Это дилогия о Чехии XV века «Улыбка Палечка» и «Плач Палечка» (1946 и 1948 годы соответственно), дилогия об эпохе Тридцатилетней войны «Его звали Ечминек» и «Возвращение Ечминека» (1957—1958), большой цикл романов о жизни чешской семьи Мартинов в период с 1848 по 1945 годы.
Перу Кубки принадлежит ряд произведений мемуарного жанра — о его встречах с выдающимися деятелями культуры разных стран.